# Уришка
У́ришка — русское село в Ромодановском районе Республики Мордовия. Входит в Трофимовщинское сельское поселение.
Расположено в 10 км к северо-западу от посёлка Ромоданово и в 35 км к северу от Саранска.

## Название
Названо по речке У́рика, на которой село расположено.

## История
Основано в XVII веке служилыми людьми на Атемарской засечной черте юго-восточной границы Российского государства. 
Из списка «Состав мужского населения Завального и Руднинского станов Саранского уезда на 1725 год» видно, что в деревне проживали однодворцы, то есть бывшие служилые люди. 
В «Списке населенных мест Пензенской губернии» (1869) Уришка (Зоринка) — деревня владельческая из 19 дворов Саранского уезда.
| Пензенская губернія. — IX. Уездъ Саранский. — Станъ 2. | Пензенская губернія. — IX. Уездъ Саранский. — Станъ 2. | Пензенская губернія. — IX. Уездъ Саранский. — Станъ 2. | Пензенская губернія. — IX. Уездъ Саранский. — Станъ 2. | Пензенская губернія. — IX. Уездъ Саранский. — Станъ 2. | Пензенская губернія. — IX. Уездъ Саранский. — Станъ 2. | Пензенская губернія. — IX. Уездъ Саранский. — Станъ 2. | Пензенская губернія. — IX. Уездъ Саранский. — Станъ 2. | Пензенская губернія. — IX. Уездъ Саранский. — Станъ 2. |
| №                                                      | Название населенных мест                               | Положение                                              | Расстояние в верстах                                   | Расстояние в верстах                                   | Число дворов                                           | Число жителей                                          | Число жителей                                          |                                                        |
| №                                                      | Название населенных мест                               | Положение                                              | От уездн. города                                       | От станов. кварт.                                      | Число дворов                                           | м.п.                                                   | ж.п.                                                   |                                                        |
| ------------------------------------------------------ | ------------------------------------------------------ | ------------------------------------------------------ | ------------------------------------------------------ | ------------------------------------------------------ | ------------------------------------------------------ | ------------------------------------------------------ | ------------------------------------------------------ | ------------------------------------------------------ |
| 1528                                                   | Уришка (Зоринка), д. вл.                               | при р. Инсаре                                          | 32                                                     | 11                                                     | 19                                                     | 86                                                     | 80                                                     |                                                        |
| 1528                                                   | Трофимовщина (Воскресенское), с. вл.                   | при рч. Большой Атьме                                  | 33                                                     | 12                                                     | 184                                                    | 654                                                    | 693                                                    |                                                        |

В 1849 году после смерти помещицы Анны Александровны Наумовой крестьяне её имения села Уришка в связи с тем, что покойная не имела прямых наследников, решили попытаться получить свободу от крепостной зависимости. Для подачи прощения царю в Санкт-Петербург был избран крестьянин Варфоломей Швецов, но вместо него в столицу отправился Панкрат Захаров, получив годовой паспорт на отлучку. В столице он жил несколько лет, потом был арестован и выслан в Сибирь.
В 1913 году в селе было 184 двора с населением 1139 человек. Имелись 8 ветряных мельниц, кузница, две маслобойки и просодранки, хлебозапасный магазин.
После революции в 1917 году образовался поселок Дарьевка (ныне улица Дарьевка с 17 домами). Название объясняется тем, что первой поселилась Дарья Савинова. Порядок улиц, похожий на клюку, получил название Закалюка (ныне улица Придорожная с 30 домами). Севернее расположилась Ильиновка, также названная по имени первого поселенца (ныне улица Ильиновка с 33 домами). Там, где сейчас расположена улица Ежовка (ныне улица Зеленая с 50 домами), первым поселился Макаров Иван Игнатьевич, затем — Макаров Леонтий и Макаров Николай. На поле рядом с улицей было много ежей, отсюда и произошло название Ежовка. Бойцовка возникла в 1929 году (ныне улица Дальняя с 19 домами). Первыми на этой улице поселились Гусев Иван Васильевич, Солдатов Андрей Андреевич. С южной стороны Уришки поселился первым «роган», после стали строиться дома с запада на восток, и вырос посёлок, который стал называться Рогановка (ныне переулок М. Ляпиной). Длинная улица, расположенная с юга на север, называется Уришка (ныне улица Центральная с 74 домами). Вдоль реки Урики расположилась маленькая улица (ныне улица Заречная с 22 домами), а в 1985 году, после того, как там поселились молодые семьи, улица получила название Давыдовка.
В 1929 году с южной и северной стороны села Уришка образовались могилы, а до 1929 года могилы-кладбища были в с. Трофимовщина.
В 1930 году организован колхоз «Новая Жизнь». В 1956-57 годах в селе провели радио. В 1961 году село было электрифицировано. До Великой Отечественной войны в селе было много садов. В 1940—1941 годы ввиду сильных морозов сады вымерзли. В 1988 году была открыта новая школа. С 1999 года колхоз «Новая Жизнь» вошёл в состав агрофирмы «Элеком».
Село являлось административным центром Уришкинского сельского поселения до его упразднения в 2018 году

## Население
| 2002 | 2010 | 2012 | 2013 | 2014 | 2016 |
| ---- | ---- | ---- | ---- | ---- | ---- |
| 498  | ↘379 | ↘371 | ↘360 | ↘358 | ↘348 |

## Экономика
РастениеводствоСахарная свёкла, зернобобовые культуры
ЖивотноводствоМолоко, молочная продукция
(ООО Агроферма Уришкинская)

## Образование и культура
МОУ «Уришкинская СОШ», МУУЧ «Уришкинский сельский клуб»

## Транспорт
Уришка находится в 7 км от автодороги 89К12 («Саранск — Кемля — Большое Игнатово»). Имеется подъездная дорога от неё к селу Трофимовщина, проходящая через Уришку.
Действует автобусное сообщение с райцентром и с Саранском.
Железнодорожный транспорт
Ближайшая железнодорожная станция — Красный Узел Горьковской железной дороги (код 24700). Первая станция после границы с Куйбышевской железной дорогой.

## Люди, связанные с селом
- Кулагин, Юрий Захарович (1929—1983) — советский ботаник, лесовед, доктор биологических наук, профессор.
- Кулагин, Александр Сергеевич (1925—2010) — русский советский художник, живописец, заслуженный художник РСФСР.
- Савинов, Алексей Иванович (род. 1952) — российский политик, чиновник.